# André Baniwa
André Fernando Baniwa (Aldeia Tucumã-Rupitã do rio Içana, São Gabriel da Cachoeira, 1971) é um professor, escritor, político e ativista indígena brasileiro, uma liderança do povo Baniwa.

## Biografia
Pouco depois de nascer sua família saiu da aldeia nativa e se fixou na aldeia de Ipadu Ponta, no rio Negro, onde permaneceram até a década de 1980. Neste período André estudou por dois anos em uma escola evangélica, e em 1988 foi estudar em Manaus na escola agrícola Rainha dos Apóstolos. Voltando à sua aldeia, foi contratado pela prefeitura e passou a lecionar na escola comunitária, a Escola Pamáali Baniwa-Koripako.
Em 1992 participou da criação da Organização Indígena da Bacia do Içana (OIBI), assumindo na primeira diretoria a função de segundo tesoureiro. Em 1996 foi eleito presidente da OIBI, sendo reeleito em 2000 e 2004, e vice-presidente em 2019. Neste meio-tempo foi bolsista da Fundação Ashoka entre 2001 e 2003, e desde janeiro de 2005 é vice-presidente da Federação das Organizações Indígenas do Rio Negro (FOIRN), com sede em  São Gabriel da Cachoeira, onde mora atualmente com a esposa e cinco filhos. Foi assistente técnico da FUNAI, um dos fundadores da Organização Baniwa e Koripako e um dos fundadores da Coordenadoria das Associações Baniwa e Koripako, sendo eleito coordenador em 2002. Foi eleito vice-prefeito de São Gabriel da Cachoeira em 2008 e em 2012 foi candidato a prefeito.
Em 2015 foi um dos representantes dos povos indígenas brasileiros na 21ª Conferência das Nações Unidas sobre as Mudanças Climáticas, quando apresentaram dados de monitoramento do aquecimento global e uma proposta de criação de fundo específico que possibilite o uso integrado dos recursos segundo os princípios de desenvolvimento sustentável mantidos pelas tradições indígenas. Em 2017 participou de seminário organizado pela Comissão de Meio Ambiente e Desenvolvimento Sustentável do Congresso Nacional para debater as percepções e
experiências dos povos indígenas no contexto das mudanças climáticas. Em 2018 foi um dos convidados no ciclo de debates Plataforma 2018: Brasil do Amanhã, organizado pelo Museu do Amanhã, falando sobre a proteção das florestas e da biodiversidade e desenvolvimento sustentável. Em 2020 foi um dos convidados do ciclo de debates Conversas na Crise - Depois do Futuro, organizado pelo UOL e o Instituto de Estudos Avançados da UNICAMP, quando falou sobre as dificuldades enfrentadas pelos povos indígenas do Brasil no passado e no presente. Em 2021 foi um dos convidados de palestra realizada no 10º Circuito de Cinema Infantil de Florianópolis, que teve como temática os povos indígenas. Ainda em 2021 foi um dos convidados do ciclo de debates MIMUS: Múltiplas Infâncias, Múltiplos Saberes, organizado pela Rede Nacional Primeira Infância, falando sobre suas experiências em educação infantil.
Escreveu o livro 25 anos de gestão de associativismo da OIBI para o bem viver Baniwa e Koripako (2018), onde discorre sobre a história e cultura desses povos, o processo de união e articulação política, a luta pela demarcação de suas terras, pela defesa da cultura tradicional e de uma vida sustentável. Para Elvira França, "é uma rica e oportuna obra para quem está interessado em saber a história dos povos indígenas, a partir de uma narrativa feita pelos próprios indígenas. [...] O livro merece ser lido por todos aqueles que se interessam pela área de administração e organização social, além da educação e saúde, assim como os que se interessam pela cultura indígena da Amazônia e do Brasil. Trata-se de um grande presente para os estudos sobre os povos indígenas e de como os Baniwa e Koripako estão vencendo os preconceitos, a discriminação e mostrando seu valor, depois de viverem por tantos anos subjulgados pelos brancos". Também foi autor de Bem viver e viver bem segundo o povo Baniwa no noroeste amazônico brasileiro (2019). É membro da curadoria do portal Ecoa, da UOL.
A Casa Civil da Presidência da República publicou no dia 31/03/2023, no diário oficial da União, a nomeação do professor, escritor e líder indígena Andre Fernando Baniwa, de 52 anos. Com isso, ele vai ocupar o cargo de diretor do departamento de demarcação territorial. O órgão está ligado à Secretaria de Direitos Ambientais e Territoriais do Ministério dos Povos Indígenas. De acordo com Marivelton Baré, o presidente da Federação das Organizações dos Povos Indígenas do Rio Negro (Foirn), a nomeação de André Baniwa foi um convite pessoal da ministra do MIP, Sônia Guajajara.  
Segundo Elaíze Farias e Elvira França, André Baniwa é um dos mais importantes líderes indígenas do país, sendo também uma inspiração para novas lideranças.

## A Escola Pamáali
André foi um dos principais idealizadores e coordenador do projeto de implantação da Escola Pamáali, da qual nunca se afastou. Situada na Terra Indígena Alto Rio Negro, no município de São Gabriel da Cachoeira, foi planejada a partir de 1996 e inaugurada em 2000, contando com o apoio da OIBI, da FOIRN e do Instituto Socioambiental. Oferece ensino fundamental e médio, projetos de pesquisa e cursos profissionalizantes em Manejo Agroflorestal, Artes e Administração. A instituição é reconhecida pelo sistema municipal, tem Projeto Político Pedagógico aprovado e recebe financiamento do governo, mas sua gestão é comunitária e seus professores são nativos.
Tem desempenhado um importante papel na preservação da cultura dos povos Baniwa e Koripako, duas etnias muito próximas. Muitos dos seus alunos se tornaram professores universitários, em seu redor foi desenvolvido um projeto de fomento e comercialização da arte indígena, um projeto de cultivo da pimenta Baniwa, elemento tradicional da sua cultura, foram publicados livros sobre a pesca, manejo ambiental e seu modo de vida, e foi criado um projeto de fixação da língua Baniwa, a partir do qual foi unificada a grafia e elaborada uma gramática, contribuindo para a adoção da língua como co-oficial do município de São Gabriel da Cachoeira. Outros projetos incluem laboratório de informática com internet, laboratório de produção de alevinos de peixes nativos, criação de animais e radiofonia. O ensino dado na escola integra o conhecimento ocidental com os conhecimentos tradicionais do povo indígena, incluindo política, política e educação para a saúde, direitos e movimentos indígenas, ética Baniwa e desenvolvimento sustentável.
Para Nicole Batista, "a escola torna-se um importante espaço para o estudo das cosmologias, das relações entre sociedade nacional e povos indígenas, dos enunciados da cultura, da transmissão do conhecimento, dentre tantos outros assuntos caros à antropologia, ao mesmo tempo em que, fazendo jus a seu objetivo intercultural, interétnico e dual, também traz muitas contribuições para a área da Educação, servindo de referência para se pensar novas metodologias e projetos de escola". Segundo André, "a Escola Pamáali foi pensada pra ser escola Baniwa e o sentido de escola é exatamente continuar formando a pessoa Baniwa culturalmente". "A Pamáali fortaleceu os Baniwa e Koripako. Agora temos vários jovens que estão atuando como lideranças dentro das comunidades e organizações, ou estão fazendo faculdade, mestrado, doutorado. É isso que importa, eles têm ferramentas para se tornarem o que quiserem". Pelo sucesso e repercussão da iniciativa, a Escola Pamáali foi reconhecida pelo Ministério da Educação como uma referência nacional em educação indígena, e tem sido um modelo para a criação de outras escolas semelhantes.